# HD 50196
HD 50196，又名CD-45 2773，SAO 218236、HR 2546，是一颗恒星，视星等为6.55，位于銀經254.96，銀緯-19.21，其B1900.0坐标为赤經6h 47m 2.7s，赤緯-45° -19.21′ 54″。